# Молини (Болцано)
Молини је насеље у Италији у округу Болцано, региону Трентино-Јужни Тирол.
Према процени из 2011. у насељу је живело 68 становника. Насеље се налази на надморској висини од 858 м.